# Bão John (1994)
Bão John (Hurricane John, còn được biết đến như là Typhoon John) là một cơn bão hình thành trong năm 1994 trên khu vực Đông Bắc Thái Bình Dương và nó đã trở thành xoáy thuận nhiệt đới tồn tại lâu nhất và có quỹ đạo dài nhất từng quan trắc được vào thời điểm đó cho đến khi Bão Freddy phá kỷ lục vào năm 2023. John hình thành trong giai đoạn El Niño 1994-1995 và nó đã đạt cường độ tối đa là một cơn bão cấp 5 trong thang bão Saffir-Simpson, cấp cao nhất trong thang đo.
Trong quá trình hoạt động, cơn bão đã đi được một quãng đường dài 7.165 dặm (13.280 km) từ Đông Thái Bình Dương sang Tây Thái Bình Dương rồi quay trở lại Trung tâm Thái Bình Dương, trong khoảng thời gian kéo dài tổng cộng 31 ngày. Xuất hiện trên cả Đông và Tây Thái Bình Dương, John là một trong số ít những xoáy thuận nhiệt đới vừa được chỉ định là "hurricane", vừa được chỉ định là "typhoon" . Mặc dù tồn tại trong đúng một tháng, John hầu như không gây ảnh hưởng đến đất liền, nó chỉ mang tác động nhỏ đến cho quần đảo Hawaii và một căn cứ quân sự của Hoa Kỳ nằm tại rạn san hô vòng Johnston. Những tàn dư của cơn bão sau này đã tác động đến Alaska.

## Lịch sử khí tượng
Nguồn gốc của bão John được phân tích bởi Trung tâm Bão Quốc gia Hoa Kỳ (NHC) là từ một sóng nhiệt đới (sóng đông) di chuyển ra ngoài khơi bờ biển châu Phi trong ngày 25 tháng 7 năm 1994. Sóng nhiệt đới này sau đó đã lần lượt vượt qua Đại Tây Dương và biển Caribbean mà không có sự biến chuyển nào, trước khi tiếp tục vượt Trung Mỹ và đi vào vùng Đông Thái Bình Dương trong hoặc trong khoảng ngày 8 tháng 8. Khi vào đến Đông Thái Bình Dương, sóng nhiệt đới phát triển dần cho đến khi NHC bắt đầu ban hành thông báo và chỉ định hệ thống là áp thấp nhiệt đới 10-E trong ngày 11 tháng 8. Tại thời điểm đó áp thấp nhiệt đới di chuyển theo hướng Tây và vị trí của nó nằm cách Acapulco, Mexico khoảng 345 dặm (555 km) về phía Đông - Đông Nam. Mặc dù điều kiện không phải là lý tưởng cho một sự phát triển, nhưng hệ thống đã nhanh chóng hình thành nên những dải mây mưa đặc trưng và dòng thổi ra rõ ràng, do đó nó đã được nâng cấp lên thành một cơn bão nhiệt đới và được đặt tên là John vào cuối ngày hôm đó.
Một áp cao cận nhiệt mạnh trên vùng Đông Bắc Thái Bình Dương đã chi phối quỹ đạo của John, buộc nó di chuyển về phía Tây, nơi mà độ đứt gió trên tầng cao ngăn không cho cơn bão mạnh lên. Độ đứt gió không phù hợp đã hơn một lần loại bỏ những đám mây phía trên John và khiến nó gần như suy yếu thành áp thấp nhiệt đới. Dù vậy, sau 8 ngày di chuyển chậm về phía Tây, độ đứt gió đã giảm mạnh trong ngày 19 giúp John tăng cường đáng kể và nó đã được chỉ định là một cơn bão cuồng phong (hurricane) tại thời điểm 1700 PDT ngày hôm đó. Trong giai đoạn 18 tiếng giữa hai ngày 19 và 20 tháng 8, John tiếp tục mạnh thêm từ bão cấp 1 lên thành bão cấp 3. Vào khoảng 1100 PDT ngày 20 tháng 8, cơn bão đi vào vùng Trung tâm Thái Bình Dương.
Sau khi di chuyển vào vùng Trung tâm Thái Bình Dương, John đã đi quá giới hạn khu vực theo dõi của NHC và thay vào đó nó tiếp tục được theo dõi bởi Trung tâm Bão Trung tâm Thái Bình Dương (CPHP). Di chuyển chậm về phía Tây, John đã mạnh thêm đáng kể nhờ điều kiện môi trường ngày một thuận lợi trên vùng biển phía Nam quần đảo Hawaii; và đến ngày 22 tháng 8 nó đã được chỉ định là một cơn bão cấp 5 trong thang bão Saffir-Simpson (cấp cao nhất trong thang đo). Vào cuối ngày hôm đó (theo giờ tiêu chuẩn Hawaii), John đạt đỉnh với vận tốc gió 175 dặm/giờ (280 km/giờ). Cũng trong ngày 22 (giờ Hawaii), John đã tiếp cận quần đảo ở khoảng cách gần nhất là 345 dặm (500 km) về phía Nam. Một ngày sau, cơn bão đe dọa chuyển hướng Bắc và tác động đến Hawaii, nhưng áp cao thường bảo vệ quần đảo khỏi sự tấn công của xoáy thuận nhiệt đới ở phía Bắc đã giữ John trên quỹ đạo dưới phía Nam. Dù sao, khu vực này vẫn chịu tác động bởi những cơn mưa nặng hạt và gió mạnh từ dải mây mưa phía ngoài của cơn bão.
Khi quần đảo Hawaii đã ở phía sau, John bắt đầu chuyển hướng chậm dần lên phía Bắc, và rạn san hô vòng Johnston, một nhóm đảo nhỏ chỉ có sự hiện diện căn cứ quân sự của Mỹ, chuẩn bị là mục tiêu tấn công gần như trực tiếp. Lúc này, độ đứt gió tăng lên đã khiến cơn bão suy yếu chậm dần từ bão cấp 5 xuống thành bão cấp 1 với vận tốc gió duy trì tối đa còn 90 dặm/giờ (145 km/giờ). Vào ngày 25 tháng 8 giờ địa phương, John tiếp cận rạn san hô Johnton với khoảng cách gần nhất, chỉ 15 dặm (24 km) về phía Bắc. Tại khu vực đảo này đã có những cơn gió duy trì đạt vận tốc 60 dặm/giờ (95 km/giờ) được báo cáo, tương đương cấp độ bão nhiệt đới mạnh, và gió giật với vận tốc 75 dặm/giờ (120 km/giờ) được ghi nhận.

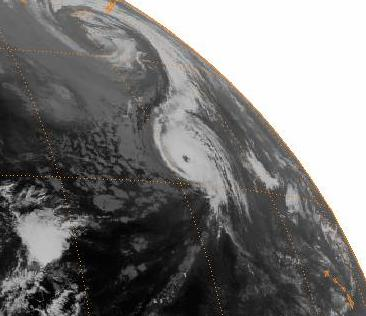
Bão John lúc nó ở đỉnh cường độ thứ ba trên vùng Bắc Trung tâm Thái Bình Dương, kèm theo đó là một xoáy thuận ngoại nhiệt đới ở phía Bắc cơn bão.

Sau khi di chuyển qua rạn san hô Johnston, John chuyển hướng Tây Bắc và bắt đầu tăng cường trở lại do độ đứt gió đã giảm xuống. Vào ngày 27 tháng 8 theo giờ địa phương, John đạt một đỉnh cường độ thứ hai với vận tốc gió 135 dặm/giờ (210 km/giờ). Không lâu sau, cơn bão đã vượt đường đổi ngày quốc tế tại vị trí có vĩ độ xấp xỉ 22°B và nó bắt đầu được đặt dưới sự giám sát của một chi nhánh của Trung tâm Cảnh báo Bão Liên hợp (JTWC) tại Guam. Do đi vào khu vực Tây Bắc Thái Bình Dương, John cũng đồng thời trở thành một "typhoon"  và được đề cập đến như là "Typhoon John" trong quãng thời gian nó tồn tại trên khu vực này. Ngay lập tức sau khi vượt đường đổi ngày, John lại suy yếu và chuyển động của nó đã bị ngừng trệ. Đến ngày 1 tháng 9, John đã suy yếu thành một cơn bão nhiệt đới và nó gần như đứng yên ngay sát phía Tây đường đổi ngày quốc tế. John nán lại trên khu vực đó trong 6 ngày, khoảng thời gian mà nó đã thực hiện quỹ đạo một vòng ngược chiều kim đồng hồ. Vào ngày 7 tháng 9, một rãnh thấp tiến vào khu vực và nó đã nhanh chóng tác động khiến John di chuyển lên phía Đông Bắc. Cơn bão đã vượt đường đổi ngày quốc tế lần thứ hai trong ngày mùng 8 và quay trở lại vùng Trung tâm Thái Bình Dương.
Không lâu sau khi quay trở lại Trung tâm Thái Bình Dương, John đã đạt một đỉnh cường độ thứ ba với vận tốc gió 90 dặm/giờ (145 km/giờ), tại vị trí nằm về phía Bắc đảo Midway. Tuy nhiên, rãnh thấp đã nhanh chóng kéo rời cấu trúc của John, và nhiệt độ nước biển lạnh của khu vực Bắc Trung tâm Thái Bình Dương là không phù hợp cho một xoáy thuận nhiệt đới. Vào ngày 10 tháng 9, thông báo thứ 120 về hệ thống được ban hành, cuối cùng tuyên bố rằng John đã trở thành xoáy thuận ngoại nhiệt đới tại địa điểm cách đảo Alaska xấp xỉ 1.000 dặm (1.600 km) về phía Nam.

## Khó khăn trong việc dự báo
Trong quãng thời gian John hoạt động trên Tây Bắc Thái Bình Dương, Trung tâm Cảnh báo Bão Liên hợp (JTWC) đã đặc biệt gặp khó khăn trong việc dự báo cũng như ước tính cường độ cơn bão. John đã suy yếu đáng kể sau khi đi vào khu vực Tây Bắc Thái Bình Dương, và trước khi những ước tính được chỉnh sửa sau này, đã có bốn thông báo liên tiếp được ban hành trong đó chỉ định John là một áp thấp nhiệt đới; và mỗi thông báo trong số đó đều kèm dự đoán rằng một sự tan biến sắp xảy ra. Khi John vẫn bền bỉ tồn tại và không tan như những gì JTWC ước đoán, nó đã được nâng cấp thành bão nhiệt đới trong thông báo tiếp theo. Tuy nhiên, cùng thời điểm đó, báo cáo từ hai con tàu đã chỉ ra John có một vận tốc gió duy trì liên tục trong 1 phút ít nhất 55 knot (65 dặm/giờ, 100 km/giờ), mạnh hơn nhiều so với cường độ trong thông báo là 35 knot (40 dặm/giờ, 65 km/giờ). John về sau đã tăng cường trở lại thành một cơn bão cấp 1 mạnh (cuối cấp 1 gần cấp 2), bất chấp mọi dự đoán của JTWC. Sau này, trong phân tích lại, JTWC đã nâng vận tốc gió ước tính của John trong mỗi thông báo từ thời điểm 1200 UTC ngày 1 tháng 9 đến thông báo cuối cùng chính xác một tuần sau lên thêm ít nhất 5 knot (6 dặm/giờ, 9 km/giờ).

## Kỷ lục
Quãng thời gian hoạt động kéo dài 31 ngày đã giúp cho John trở thành xoáy thuận nhiệt đới tồn tại lâu nhất từng được ghi nhận trên Trái Đất, vượt qua các kỷ lục cũ trước đó lần lượt là 24 ngày trên Thái Bình Dương của bão Tina năm 1992 và 28 ngày trên Đại Tây Dương của bão San Ciriaco 1899.Kỉ lục này sau đó đã bị phá bởi bão Freddy vào năm 2023. Bên cạnh đó. bất chấp tốc độ di chuyển chậm trong suốt quãng đường, John vẫn trở thành xoáy thuận nhiệt đới có khoàng cách di chuyển dài nhất từng ghi nhận, với tổng chiều dài quãng đường đã đi là 7.165 dặm (13.280 km), vượt qua các kỷ lục cũ trước đó lần lượt là 4.700 dặm (8.700 km) của bão Fico trên Thái Bình Dương năm 1978 và 6.850 dặm (12.700 km) của bão Faith trên Đại Tây Dương năm 1966.
Trị số áp suất đọc được của John lúc nó đạt cường độ tối đa là không nhất quán khi mà Trung tâm Bão khu vực Trung tâm Thái Bình Dương (CPHP) đã không theo dõi áp suất cơn bão tại thời điểm đó; tuy nhiên, máy bay của lực lượng Không quân dự bị Hoa Kỳ đã đo được một mức áp suất bề mặt là 929 mbar (hPa), khiến John trở thành một trong những xoáy thuận nhiệt đới mạnh nhất từng ghi nhận được ở Trung tâm Thái Bình Dương. Mặc dù các mức áp suất thấp hơn đã được ghi nhận trong các cơn bão Emilia, Gilma cùng trong năm 1994 và bão Ioke năm 2006, nhưng sức gió của John là cao hơn các cơn bão này . John cũng là một trong số chỉ năm xoáy thuận nhiệt đới đạt đến cường độ bão cấp 5 trên khu vực Trung tâm Thái Bình Dương (4 cơn bão kia đầu tiên là bão Patsy năm 1959, thứ hai là bão Emilia, tiếp đến là bão Gilma, và cuối cùng là bão Ioke), và nó cũng đã sở hữu một vận tốc gió cao nhất từng ghi nhận được tại khu vực này là 175 dặm/giờ (280 km/giờ). Kể từ năm 1994, chỉ có một cơn bão cấp 5 duy nhất hình thành hoặc di chuyển vào Trung tâm Thái Bình Dương, bão Ioke. Ngoài ra, mức áp suất ghi nhận được của John là không đầy đủ; con số 929 mbar đo được khi vận tốc gió của nó chỉ ở ngưỡng 160 dặm/giờ; đã không xác định được một giá trị áp suất nào vào thời điểm cơn bão đạt vận tốc gió 175 dặm/giờ, vì thế nên John có khả năng mạnh hơn cả Emilia, Gilma và Ioke  Bên cạnh đó, John còn là xoáy thuận nhiệt đới đầu tiên vừa hình thành trên Đông Bắc Thái Bình Dương vừa về sau trở thành một cơn bão cuồng phong (typhoon) trên Tây Bắc Thái Bình Dương, thành tích chỉ có cơn bão Genevieve sau này đạt được vào năm 2014.
John là một trong số chỉ tám xoáy thuận nhiệt đới từng tồn tại ở cả ba khu vực xoáy thuận nhiệt đới trên Tây Bắc Thái Bình Dương. Các xoáy thuận nhiệt đới còn lại là bão Georgette, bão Enrique, bão Li, bão Dora, bão Jimena, bão Genevieve và bão Hector lần lượt trong các năm 1986, 1991, 1994, 1999, 2003, 2014 và 2018, (John xếp thứ 4 theo thứ tự thời gian xuất hiện). Ngoài ra John còn là một trong số chỉ tám xoáy thuận nhiệt đới từng đi vào vùng Trung tâm Thái Bình Dương từ khu vực Tây Bắc Thái Bình Dương. Các xoáy thuận nhiệt đới trước đó là bão Patsy, bão Skip, bão nhiệt đới Virginia và Carmen lần lượt của các mùa bão 1959, 1985, 1968 và 1985; và sau này là áp thấp nhiệt đới 17W, bão nhiệt đới Wene, Omeka của các mùa bão 1996, 2000, 2010. Cuối cùng, John là một trong số chỉ 4 xoáy thuận nhiệt đới từng hai lần vượt đường đổi ngày quốc tế, cùng với bão Patsy, Skip và áp thấp nhiệt đới 17W.

## Tác động

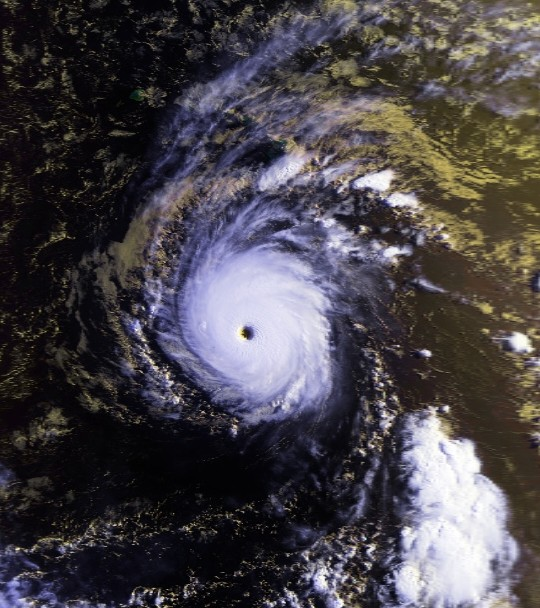
Ảnh vệ tinh của John khi nó là bão cấp 5 với vận tốc gió 165 dặm/giờ (270 km/giờ).

John đã tác động đến cả quần đảo Hawaii và đảo Johnston, tuy nhiên không đáng kể. Khi cơn bão di chuyển trên vùng biển cách Hawaii 345 dặm (550 km) về phía Nam, nó đã làm tăng cường gió mậu dịch và gây sóng cao dọc đường bờ biển Đông Nam, Nam; và Tây khi nó di chuyển xa hơn về phía Tây. Những con sóng có độ cao dao động trong khoảng từ 1,8 đến 3 m đã làm ngập lụt các công viên trên bãi biển ở Kailua-Kona. Bên cạnh đó, mưa nặng hạt trên đảo lớn Hawaii đã gây lũ lụt nhỏ, cục bộ, phong tỏa một số tuyến đường ngắn. Không có trường hợp thiệt mạng hay tổn thất nghiêm trọng tại Hawaii được báo cáo.
Mặc dù John di chuyển qua địa điểm chỉ cách rạn san hô vòng Johnston 16 dặm (25 km), tuy nhiên lúc đó nó đã suy yếu xuống thành bão cấp 1. Trước thời điểm cơn bão tiến đến, đã ghi nhận được những con sóng cao từ 6,1 đến 9,1 m tại đảo. Ngoài ra, đối với xoáy thuận nhiệt đới trên Bắc bán cầu, những cơn gió mạnh nhất và mưa nặng hạt nằm ở phần phía Bắc của cơn bão, nên Johnston, với vị trí nằm về phía Nam quỹ đạo của John, đã giảm bớt được gánh nặng phần nào. Dù vậy, hơn 1.100 nhân viên của căn cứ quân sự Hoa Kỳ trên đảo Johnston đã được di tản đến Honolulu khi John tiến gần như một sự đề phòng. Tác động đến các công trình là đáng kể, nhưng với kích thước của hòn đảo và chức năng của căn cứ đã làm giảm thiệt hại xuống mức thấp; giá trị ước tính vào khoảng 15 triệu USD (USD 1994).
Những tàn dư của John sau này đã di chuyển qua quần đảo Aleutian, gây gió giật 46 dặm/giờ (74 km/giờ) ở Unalaska. Cơn bão mang đến một luồng không khí ấm, và hai trạm quan sát đã ghi nhận được một giá trị nhiệt độ cao là 19 °C.